# Blood Father
Blood Father ist ein französischer Thriller von Jean-François Richet, der auf dem Buch Blood Father: A Novel von Peter Craig aus dem Jahr 2005 basiert und am 21. Mai 2016 im Rahmen der Filmfestspiele von Cannes seine Premiere feierte. Der Film kam am 12. August 2016 in ausgewählte US-amerikanische Kinos.

## Handlung
John Link ist ein ergrauter Ex-Sträfling, der nach einer langjährigen Haftstrafe wegen eines Gewaltverbrechens auf Bewährung aus dem Gefängnis entlassen wurde und nun in einem klapprigen Wohnwagen lebt und als Tätowierer arbeitet. Seit zwei Jahren ist der Alkoholiker trocken. Sein Leben nimmt eine plötzliche Wendung, als eines Tages seine leibliche Tochter Lydia bei ihm auftaucht. 
Es ist drei Jahre her, dass Lydia Carson, die aus einem privilegierten Elternhaus stammt, von ihrem Zuhause in Los Angeles weggelaufen ist. Die nunmehr 17-Jährige hatte einen älteren Mann, Jonah, kennengelernt, der sein Geld mit zwielichtigen Methoden verdiente. Nachdem sie auf ihn geschossen hat und vor ihm hat fliehen müssen, braucht sie nun die Hilfe ihres leiblichen Vaters. Vor den Verfolgern fliehen sie in Autos und auf Johns altem Motorrad. Schließlich bringt der Verfolger Lydia in seine Gewalt. In der Wüste kommt es zu einer Schießerei. John stirbt in Lydias Armen, nachdem er die Gegner bis auf den Anführer getötet hat. Jonah wird von der Polizei festgenommen.
Nach den Geschehnissen sitzt Lydia in einer Selbsthilfegruppe, in der sie ihre Trauer um ihren Vater verarbeitet und man erfährt, dass sie seit einem Jahr keine Drogen mehr genommen hat. In der letzten Szene trifft Lydia ihre Mutter und verabschiedet sich von ihr, um ein eigenständiges Leben zu beginnen. Sie erhält von ihr noch ein Paket aus dem Gefängnis, in das Jonah eingeliefert wurde. Wie ihr Vater es vorher bei einem Gefängnisbesuch mit alten Kumpeln besprochen hatte, hatten diese sich um Jonah gekümmert. Das Paket enthält eine Bibel. Beim Durchblättern findet Lydia einen Hautfetzen mit dem Tatoo von Jonah mit "Lydia".

## Produktion

### Stab und Besetzung

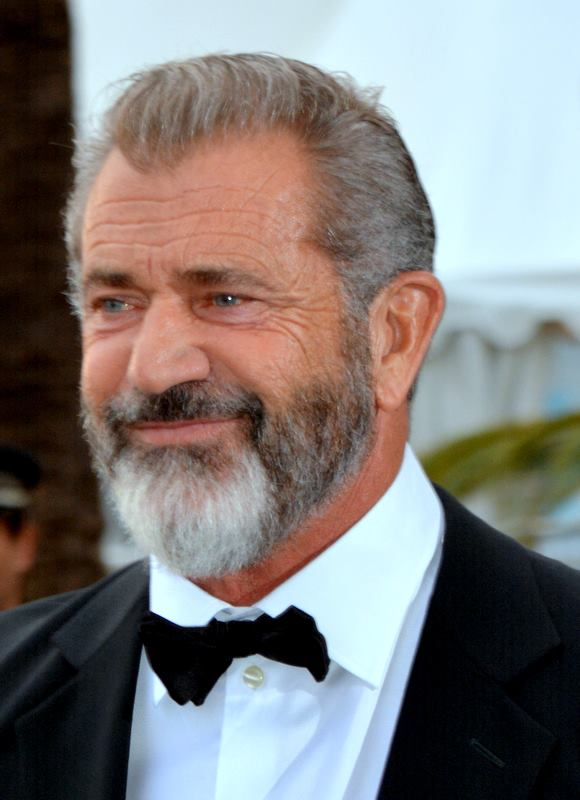
Mel Gibson bei den Filmfestspielen von Cannes 2016

Der Film basiert auf dem Buch Blood Father: A Novel von Peter Craig, der für den Film neben Andrea Berloff auch an den Arbeiten zum Drehbuch beteiligt war. Craig ist der Sohn von Schauspielerin Sally Field und war zuvor bereits an den Drehbüchern für den Film The Town und die Verfilmungen der beiden Mockingjay-Romanen der Tribute-von-Panem-Reihe beteiligt. Berloff hatte zuletzt am Drehbuch für Straight Outta Compton gearbeitet. Die Regie übernahm der französische Regisseur Jean-François Richet.
Am 28. März 2014 wurde bekannt, dass Mel Gibson die Hauptrolle von John Link und Jean-François Richet die Regie übernehmen wird. Es war für Gibson der erste größere Film seit Der Biber im Jahr 2011. Am 24. April 2014 folgte mit Erin Moriarty als Gibsons Filmtochter Lydia die Bekanntgabe einer weiteren Hauptbesetzung des Films. Moriarty war zuvor überwiegend aus Fernsehserien bekannt gewesen, so zum Beispiel aus Marvel’s Jessica Jones. Am 6. Juni 2014 wurde die Besetzung von Joker, dem brutalen Vollstrecker der mexikanischen Mafia, mit Richard Cabral bekannt. Am 14. Juni 2014 erklärte William H. Macy, dass er im Film eine Rolle übernommen hat. Am 17. Juni 2014 unterzeichnete Elisabeth Röhm ihren Vertrag. Sie übernahm im Film die Rolle von John Links Ex-Frau Ursula.

### Dreharbeiten
Die Dreharbeiten begannen am 5. Juni 2014 in Albuquerque in New Mexico und wurden nach einem Monat am 3. Juli 2014 beendet. Teile des Films wurden dort an Wüstenschauplätzen gedreht. Als Kameramann fungierte Robert Gantz.

### Veröffentlichung und Vertrieb
Am 5. Mai 2014 wurde bekannt, dass Wild Bunch den weltweiten Vertrieb des Films übernommen hat. Am 9. Dezember 2014 erwarb Lionsgate die US-Rechte am Film.
Der Film feierte am 21. Mai 2016 im Rahmen der Filmfestspiele von Cannes seine Premiere und kam am 26. August 2016 in ausgewählte US-amerikanische Kinos. Am 28. Oktober 2016 erschien der Film in Deutschland als Blu-ray und auf DVD.

## Rezeption
Der Film konnte bislang 89 Prozent der Kritiker bei Rotten Tomatoes überzeugen und ging aus den 18th Annual Golden Tomato Awards in der Kategorie Best Action Movie 2016 als Zweitplatzierter hervor.
Owen Gleiberman von Variety meint, der Film wirke wie ein Grindhouse-Film der 70er Jahre. Gleiberman bezeichnet den Film zwar als Müll, dennoch sei er packend, was er dem versierten Schauspieler Mel Gibson zu verdanken habe, der nach dem Ende seiner großen Karriere im Film zeige, dass er sein Talent nicht verloren habe.